# Ester Rachel Kamińska
Ester Rachel Kamińska, född Halpern 1870 i Porazava (Porozów) , död 1925 i Warszawa, var en polsk-judisk skådespelare. Hon var verksam inom jiddischteatern i Polen och kejsardömet Ryssland.
Kamińska var gift med Abraham Izaak Kamiński (1867–1918). Tillsammans turnerade paret framgångsrikt som del av makens teatersällskap i Ryssland mellan 1893 och 1905. Hon var en av samtidens stjärnor inom jiddischteatern. År 1907 grundade paret i Warszawa teatersällskapet Literarisze Trupe, som har kallats den första jiddischteatern ägnad åt "artistik" eller "litterär teater". År 1913 grundade de en fast teater i samma stad. 
Kamińskas dotter Ida (1899-1980) var likaledes en framstående skådespelerska.